# 웃세오름
웃세오름(上三岳) 또는 윗세오름은 대한민국 제주특별자치도 제주시 애월읍 광령리에 있는 단성화산체이다. 높이는 1,740m이다. 한라산 영실 등반로의 해발 1600~1700m 고지 정상부근에는 붉은오름, 누운오름, 족은오름이라는 크고 작은 3개의 오름이 직선상으로 연달아 이어져 있다.
이 3개의 오름을 합쳐 웃세오름이라고 부른다. 누운오름 아래는 연중 물이 흐르는 노루샘이 있고 그 주변은 백리향, 흰그늘용담, 설앵초 등이 자라는 고원습지가 있다.

## 위치
웃세오름은 제주특별자치도 제주시 애월읍 광령리에 있는 오름(측화산, 봉우리)으로 ‘위에 있는 세 오름’이라는 뜻의 이름으로 백록담 가까운 것부터 붉은오름, 누운오름, 새끼오름이다. 웃세오름의 동북쪽에는 한라산 정상과 백록담이 있으며, 족은오름 북쪽에는 촛대봉 또는 민대가리오름이 있다. 서남쪽에는 영실계곡이 있다.

## 웃세오름 대피소
등산로의 어리목 코스는 어리목-사제비동산-웃세오름-남벽 분기점까지 한라 6.8km이며 3시간 정도 소요된다. 영실 코스는 영실-병풍바위-웃세오름-남벽 분기점까지 5.8km이며 2시간 30분 정도 걸린다.
붉은오름의 높이는 1,740m, 비고 75m, 둘레는 2,113m, 면적은 273,416m2, 폭은 695m이며, 누운오름의 높이는 1,711.2m, 비고 71m, 둘레는 1,384m, 면적은 144,548m2, 폭은 422m이다.
족은오름의 높이는 1,698.9m, 비고 64m, 둘레는 1,230m, 면적은 116,502m2, 폭은 402m이다. 웃세오름의 큰 봉우리인 붉은오름과 가운데 봉우리인 누운오름 사이에는 웃세오름 대피소가 있다. 가운데 봉우리인 누운오름 동남쪽 기슭에는 노리물이 있다. 또한 남벽 등산로는 개방되지 않은 채, 남벽 분기점에서 웃세오름까지 2.1km의 우회 등산로가 개설되었다.

## 전해오는 이야기
웃세오름은 크고 작은 봉우리 세 개가 연달아 이어져 있는데, 제일 위쪽에 있는 큰 오름을 붉은오름이라 하고, 가운데 있는 오름을 누운오름, 아래쪽에 있는 오름을 족은오름이라 하였다.
예로부터 웃세오름 또는 윗세오름으로 불렀다. 위에 있는 세오름이라는 데서 붙인 것으로, 아래쪽에 있는 세오름에 대응되는 것이다.
특히 한라산 고원 초원지대 중 영실기암 상부에서 웃세오름에 이르는 곳에 있는 선작지왓은 4월부터 6월까지 털진달래의 연분홍색과 산철쭉의 진분홍색이 온 지역을 뒤덮어 산상 화원의 장관을 연출한다.
또 겨울에는 눈 덮인 설원의 한라산 정상과 어우러져 선경(仙景)을 빚어낸다. 선작지왓은 제주 방언으로 '돌이 서 있는 밭'이라는 뜻으로 전해진다.

## 같이 보기
- 한라산
- 대륜동
- 개오리오름